# 布兰登·卡特
布兰登·卡特 FRS （英語：Brandon Carter，1942年—），澳大利亚理论物理学家，最知名于他对黑洞性质的研究和第一个命名并采用现代形式的人择原理。 他是法国国家科学研究中心巴黎天文台宇宙和理论实验室（LUTH）默东园区的一名研究人员。

## 生平
卡特师从剑桥大学的丹尼斯·夏马。他找到了克尔/纽曼测地线方程的精确解及其解析延拓。在这一过程中，他发现了非凡的第四运动常数和基灵-矢野张量。
他与维纳·以色列和斯蒂芬·霍金一起，证明了广义相对论中的无毛定理，这一定理表明所有静态的黑洞完全由质量、电荷和角动量来表征。2005年，卡特，Chachoua和Chamel提出了一个中子星弹性变形的相对论性理论。